# Anastrepha concava
Anastrepha concava är en tvåvingeart som beskrevs av Greene 1934. Anastrepha concava ingår i släktet Anastrepha och familjen borrflugor. Inga underarter finns listade i Catalogue of Life.